# Fürstenwalde-Süd
Fürstenwalde-Süd ist einer von drei Stadtteilen der brandenburgischen Stadt Fürstenwalde/Spree. Er entstand im Jahr 1950 mit der Eingemeindung von Ketschendorf (Spree) (niedersorbisch Ketšojce) nach Fürstenwalde. Gebildet wird er aus dem ehemaligen Ketschendorfer Gemeindegebiet und den schon vorher zur Stadt Fürstenwalde gehörenden Stadtvierteln Spreevorstadt und Westend. Da die ehemaligen Fürstenwalder Viertel nur etwa ein Sechstel der Fläche des Stadtteils ausmachen, wird der Stadtteil Süd häufig fälschlicherweise mit dem früheren Ketschendorf gleichgesetzt, auch weil die Grenze an der Rauener Straße heute nicht mehr wahrnehmbar ist.

## Lage
Der Stadtteil Süd liegt südlich des Stadtteils Mitte. Die Fürstenwalder Spree bildet die Grenze zwischen den Stadtteilen, wobei die Spreeinseln zum Stadtteil Mitte gehören. Im Südosten liegt die Gemeinde Langewahl, südlich grenzt Petersdorf (Gemeinde Bad Saarow) an den Stadtteil. Im Südwesten bilden die Grenzstraße und der Bergschlößchenweg die Grenze zu den Rauener Ortsteilen Stadtberg und Westend. Der Name Westend ist dabei vom Fürstenwalder Viertel auf die Rauener Seite „übergesprungen“. Westlich des Stadtteils liegt der Fürstenwalder Ortsteil Südwest (Rauensche Ziegelei).

## Geschichte
Ketschendorf lag jahrhundertelang in anderen Herrschaftsbereichen als Fürstenwalde. So gehörte es einst zu Böhmen, später zu Sachsen, später zum Churmärkisch-Wendischen Distrikt wo bis im 18. Jahrhundert die slawische Kultur dominant blieb. Auch in der Provinz Brandenburg gehörte es zum Landkreis Beeskow-Storkow im Regierungsbezirk Potsdam, während Fürstenwalde im Landkreis Lebus im Regierungsbezirk Frankfurt lag.

### Ketschendorf
Ketschendorf ist als Angerdorf an der Straße von Fürstenwalde nach Beeskow über Neu Golm und Herzberg entstanden. Das Dorf lag damals über einen Kilometer von der Spree entfernt. Die Straße, welche bis 1891 Ketschendorfer Chaussee, danach Chausseestraße hieß, ist seit 1953 nach August Bebel benannt und bis heute die zentrale Straße des Stadtteils. Der Anger mit dem Dorfteich ist heute in seiner Form noch erkennbar. Das ehemalige Gutshaus am Anger, auch als „Schloss“ bezeichnet, wurde später Sitz der Ketschendorfer Gemeindeverwaltung und ist heute Sitz der Polizeiinspektion Fürstenwalde, die für den Landkreis Oder-Spree und die Stadt Frankfurt (Oder) zuständig ist.
Die Entwicklung Ketschendorfs begann mit der Industrialisierung. Als zeitgeschichtlich bedeutendes Ereignis muss die Errichtung des ersten Ringofens durch den Fürstenwalder Maurermeister Carl Arnold im Jahr 1839 angesehen werden. Der Ringofen befand sich unmittelbar östlich des damaligen Spreeübergangs. Durch sein neuartiges Funktionsprinzip konnten Ziegel in gleichbleibender Qualität und in großen Mengen hergestellt werden. Der Ringofen existierte bis zum Jahr 1913, als er dem Neubau der Schleuse Fürstenwalde weichen musste.
In Ketschendorf sind weiter die Viktoria-Ofenkachelfabrik, die Nora-Schreibmaschinenwerke, eine Büromöbel- und eine Kunstlederfabrik sowie einige Ziegeleien und Werften belegt. Wichtigste Betriebe waren die Treibriemenfabrik Adolf Schwarz & Co (ASUCO) und das Werk der Deutschen Kabelwerke (DEKA). DEKA begann 1940 mit der Reifenproduktion und begründete damit eine bis heute bestehende Produktionstradition. Die Reifenfertigung wurde nach dem Zweiten Weltkrieg fortgesetzt, Ende der sechziger Jahre wurden die Reifenwerke der DDR im Reifenkombinat Fürstenwalde mit der Marke Pneumant vereinigt.
Mit den Industriebetrieben stieg auch der Wohnraumbedarf und die Gemeinde wuchs. Dabei wurden vor allem die nordwestlichen und nördlichen Bereiche in Richtung Spree und zu den Gemeindegrenzen mit Rauen und Fürstenwalde besiedelt, während die Industriebetriebe vornehmlich im Nordosten verortet sind. Die Chausseestraße sticht mit ihrer relativ dichten und hohen Bebauung von den ansonsten größtenteils mit Einfamilienhäusern bebauten Bereichen heraus. 1911 bekam Ketschendorf einen Haltepunkt an der neugebauten Kreisbahn Fürstenwalde–Beeskow.

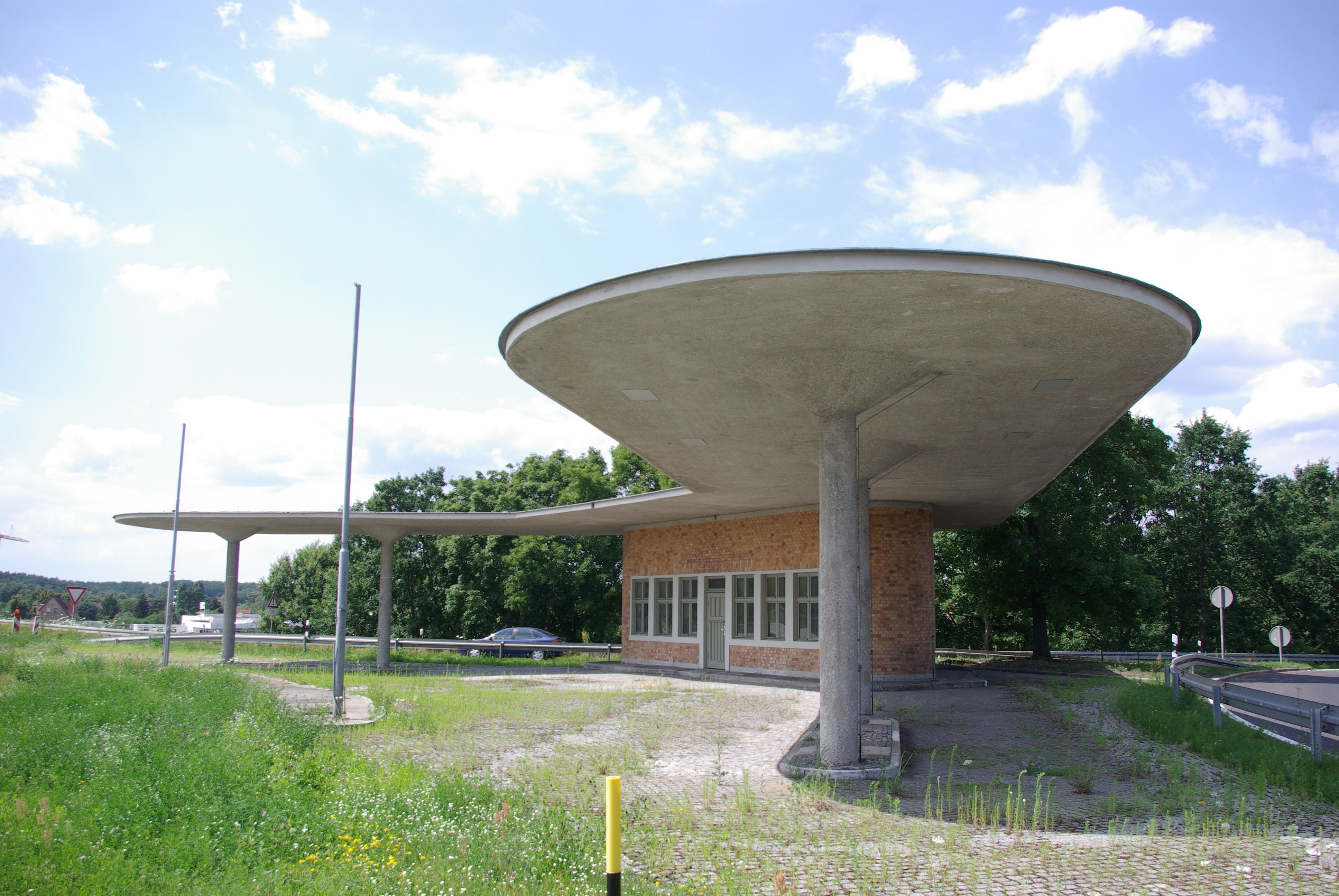
Die Tankstelle an der Autobahnabfahrt war ein Mustertyp und bis 1995 in Betrieb

Für die Beschäftigten der Kabelwerke entstand Anfang der 1920er Jahre eine kleine Siedlung in der Nähe des Bahnhofs. In den 1930er Jahren wurde durch das Gemeindegebiet im südlichen Bereich eine Autobahn gebaut (heute A 12). In Ketschendorf wurde die Autobahnabfahrt „Fürstenwalde“ (heute Fürstenwalde West) angelegt, was eine zusätzliche Belebung des Ortes bewirkte. An der Abfahrt wurde eine Typen-Tankstelle gebaut, die heute die letzte ihrer Art in Deutschland ist und unter Denkmalschutz steht.
In der Zeit des Nationalsozialismus bestand ein Außenlager des KZ Sachsenhausen an der Alten Petersdorfer Straße. Nach dem Zweiten Weltkrieg wurde hier das Speziallager Ketschendorf als sowjetisches Sonderlager errichtet, in dem Tausende von Gefangenen starben. Viele der Opfer wurden auf dem Waldfriedhof Halbe beerdigt.
Im Zuge einer Reihe von Verwaltungsänderungen in der jungen DDR wurde Ketschendorf am 1. Juli 1950 nach Fürstenwalde eingemeindet. Zusammen mit den Fürstenwalder Teilen südlich der Spree bildet es seitdem den neuen Stadtteil Fürstenwalde-Süd.

### Spreevorstadt und Westend
Die Spree war in diesem Bereich über Jahrhunderte ein Grenzfluss. Da die Stadt auch Gebiete südlich der Spree besaß, lag sie demzufolge in zwei Ländern. Die planmäßige Entwicklung der südlich des Stroms gelegenen Gebiete erfolgte erst im 20. Jahrhundert.
Ähnlich wie in Fürstenwalde-Nord wurde auch hier das Straßennetz ausgehend von den bestehenden Wegen nach Braunsdorf/Spreenhagen, Markgrafpieske und Storkow über Rauen entwickelt. Die heutige Erich-Weinert-Straße (früher Hermann-Löns-Straße) kennzeichnet den Verlauf der ehemaligen Kohlenbahn von den Rauener Bergen zum Verladehafen an der Spree. Sie kann auch als Trennung zwischen der Spreevorstadt (östlich) und Westend angesehen werden.
Am westlichen Ende der Fürstenwalder Gemarkung wurde in den 1920er Jahren der Neue Friedhof angelegt. Dieser ist heute der Hauptfriedhof der Stadt.

### Situation heute
In der DDR entstanden wegen der eher geringen Flächenverfügbarkeit kaum Großwohnsiedlungen. So wurde lediglich die Reifenwerksiedlung verdichtet und als einziges Neubaugebiet der Paul-Frost-Ring angelegt. Nach der Wende wurde eine größere Anlage mit Mehrfamilienhäusern westlich des Paul-Frost-Rings errichtet. An der Bettina-von-Arnim-Straße und dem südlichen Ende der Breiten Straße entstanden Reihenhaussiedlungen. Der Schwerpunkt der Neubauten in Süd macht aber das klassische einzelstehende Einfamilienhaus aus. Bis heute werden unbebaute Gebiete als Baugrundstücke entwickelt, wobei sich dabei auf die nördlich der Autobahn liegenden Freiflächen beschränkt wird.

## Bedeutende Gebäude

### Martin-Luther-Kirche

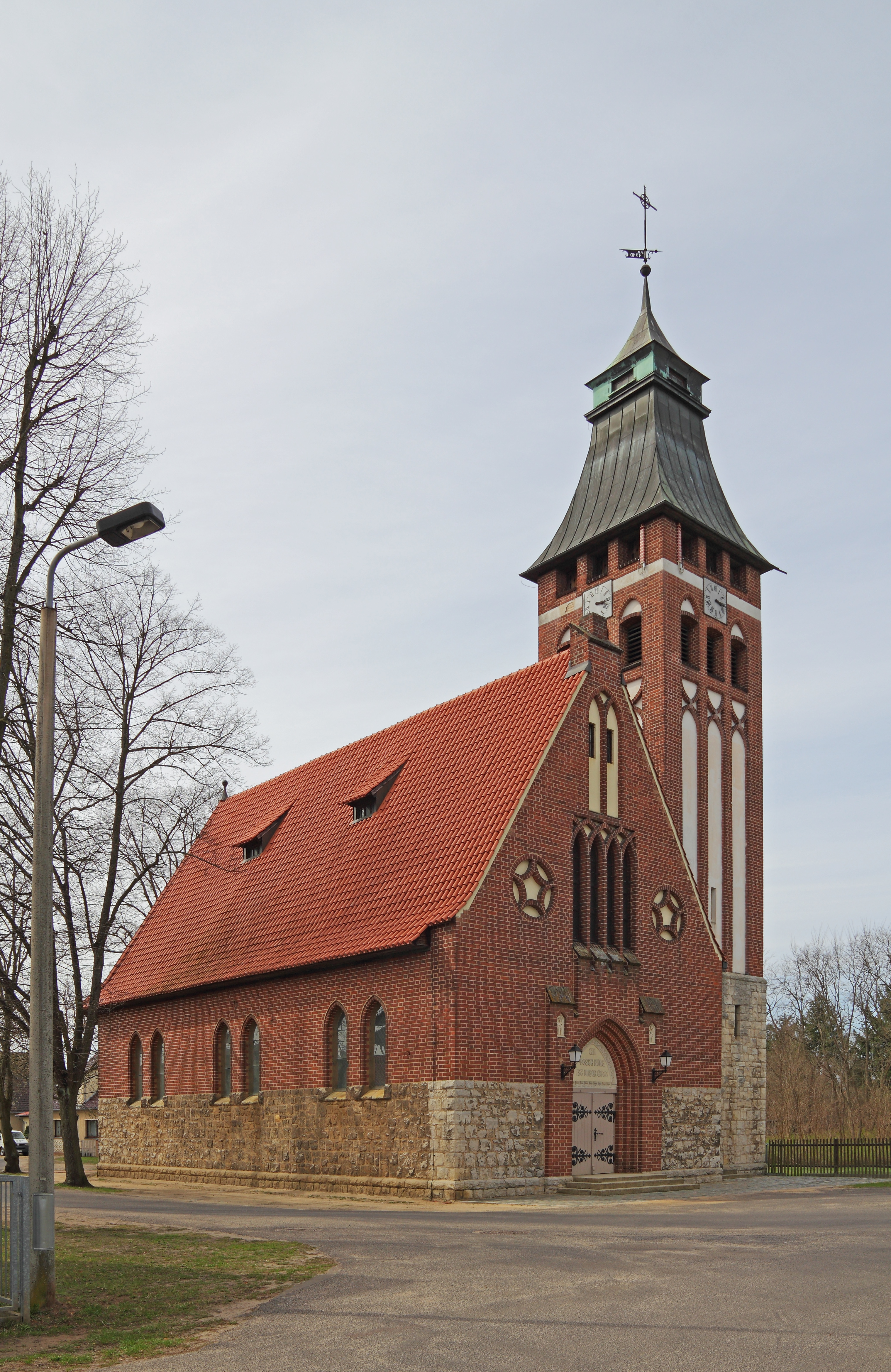
Martin-Luther-Kirche Fürstenwalde

Ketschendorf gehörte zur Kirchgemeinde Rauen. Die Bewohner Ketschendorfs mussten einst zum Kirchgang in den über drei Kilometer entfernten Nachbarort gehen – davon zeugt heute noch der Straßenname Rauener Kirchweg.
Bereits 1896 gab es Pläne für eine eigene Kirche, Finanzierungsfragen ließen diese allerdings scheitern. Schließlich gründete sich 1904 ein Kirchbauverein, der Geld für den Bau sammelte. Der Grundstein der Ketschendorfer Kirche wurde am 27. Juni 1909 gelegt, am 16. September 1910 erfolgte die feierliche Weihe. Den Unklarheiten im Zusammenhang mit dem Kirchbau ist auch das Kuriosum zu verdanken, dass das Gotteshaus nicht in der Kirchstraße, sondern in der südlicher verlaufenden Schillerstraße gebaut wurde.
Die Kirchgemeinde wurde zum 1. April 1915 selbständig, erster Pfarrer war bis zu seiner krankheitsbedingten Emeritierung Johannes Aisch. Unter Aischs Nachfolger, dem kommissarischen Pfarrer Heine, erfolgte 1934 die Fertigstellung eines Gemeindehauses neben der Kirche, das den Namen des Reformators Martin Luther erhielt. Nach der Eingemeindung Ketschendorfs wurde der Name 1951 auch auf die Kirche übertragen.

### Samariteranstalten

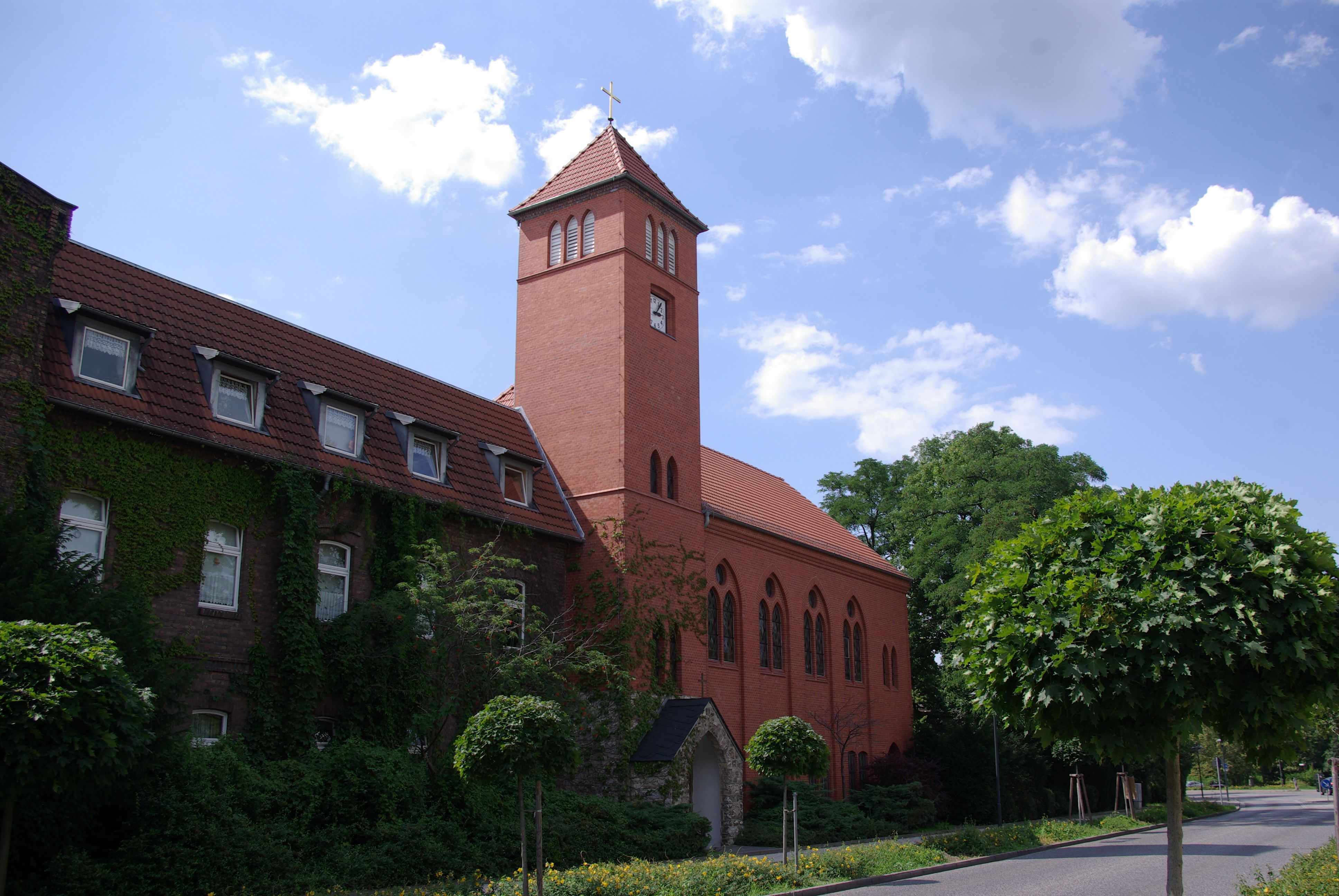
Samariterkirche an der August-Bebel-Straße

Im Jahr 1895 kaufte der Fürstenwalder Pastor Albert Burgdorf in Ketschendorf mehrere Grundstücke an der damaligen Chausseestraße um den steigenden Bedarf für Betreuungsplätze für geistig Behinderte zu befriedigen. Drei Jahre zuvor begann er in Fürstenwalde mit der Förderung behinderter Menschen durch auf die individuellen Fähigkeiten ausgerichtete Lern- und Arbeitsangebote. Dies war der Grundstein der späteren Samariteranstalten, die bis heute viele über das gesamte Stadtgebiet verteilte Einrichtungen besitzen.
Das Gelände an der Chausseestraße (später August-Bebel-Straße) wurde nachfolgend mehrfach erweitert und bebaut, das Angebot stetig erweitert. Die charakteristische Straßenfront mit Gebäuden von 1895 und der 1925 fertiggestellten Kirche ist heute zu einem Wahrzeichen der Anstalten und des Stadtteils geworden.

## Unternehmen
Der Osten des Stadtteils Süd wird geprägt durch die Industrieansiedlung des Reifenherstellers Goodyear (Pneumant) und diverser mittelständischer Unternehmen. Weiterhin hat der Strom- und Gasnetzbetreibers E.DIS hier seinen Sitz. An der Saarower Chaussee im südlichen Bereich ist die Gießerei „Duktil Guss Fürstenwalde“ beheimatet.